# 시모다시
시모다시(일본어: 下田市)는 일본 시즈오카현의 이즈반도 남부에 있는 시이다. 에도 시대 말기인 1854년에 미일 화친 조약이 조인된 곳이며 하코다테와 함께 일본에서 최초로 개항했다. 현재는 그 관련 유적지나 온천, 해수욕장 등 관광 자원이 많이 있는 관광 도시이지만 최근에는 관광객이 감소하고 있다.

## 지리

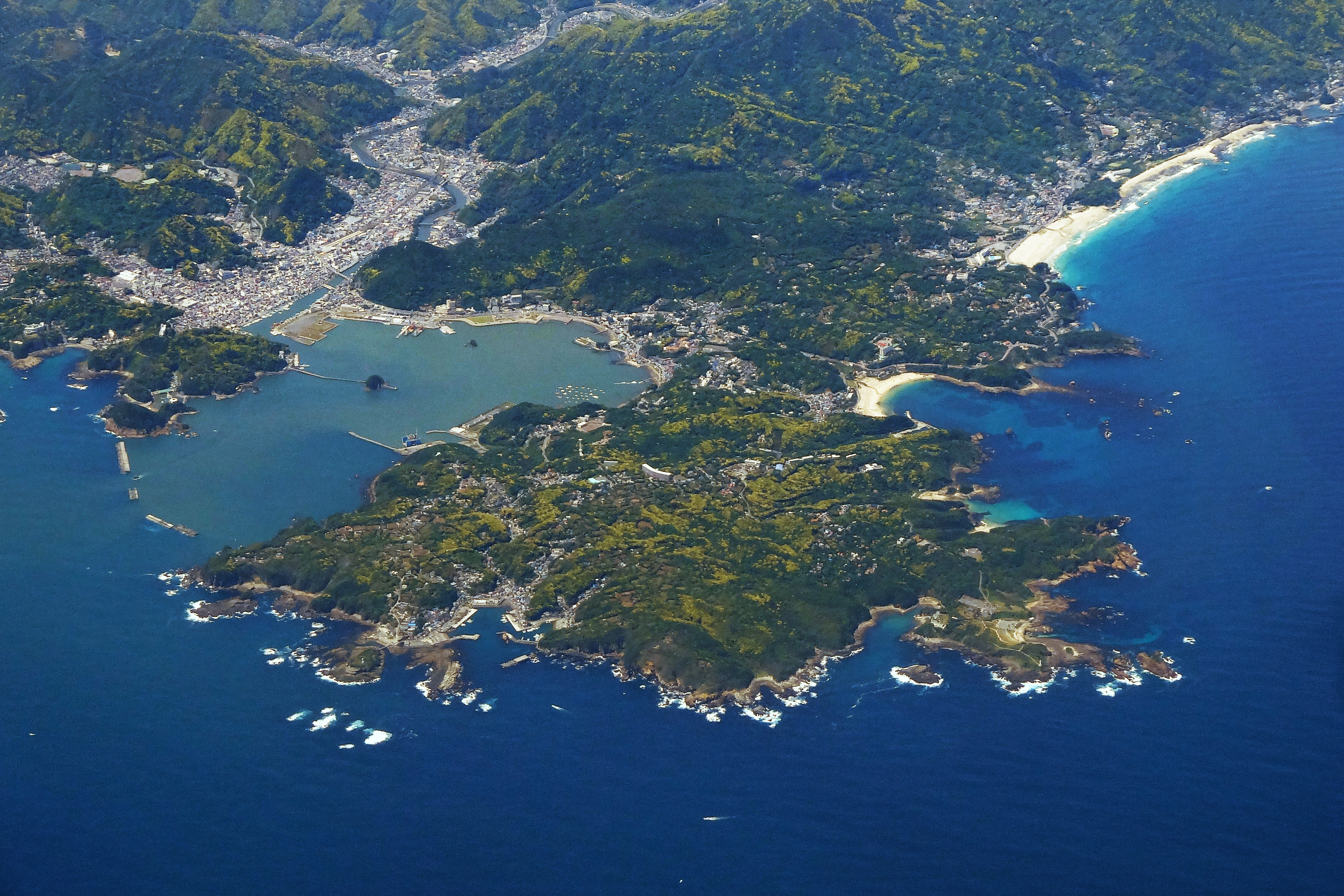
시모다시 시내

이노자와강 하류의 충적지에 중심 시가지가 퍼져 있다. 면적의 83%는 산림과 원야이다. 아마기 산계에서 계속되는 험난한 산들과 많은 모래사장 및 후미를 포함한 약 47km에 이르는 해안선은 아름다운 경관을 자아낸다. 또 연평균 기온은 약 17℃로 온난하고 강수량도 연 1,900mm 남짓으로 풍부하다. 이러한 기후와 험난한 지형 조건 덕분에 아열대부터 아한대까지 폭넓은 식생을 가지고 있다. 이 때문에 사계절 내내 여러 가지 풀꽃과 과실이 생육하고 쿠로시오 해류가 흐르는 태평양에서 나는 풍부한 해산물과 함께 도시의 또 하나의 매력이 되고 있다. 시모다항 9km 앞바다에 있는 미코모토섬은 시즈오카현의 최남단이다.

## 역사
시모다에는 선사 시대 때부터 사람이 살기 시작했고 수많은 조몬 시대 유적이 시내에서 발견된다. 나라 시대의 문서에서 686년에 오쓰 황자가 모반을 계획하다 실패한 뒤에 유배된 곳으로 등장하고 헤이안 시대의 문서에서는 철광석 매장지로 언급된다. 센고쿠 시대에는 호조씨의 지배하에 있었고 성이 세워졌으나 훗날 도요토미 히데요시에 의해 파괴되었다. 에도 막부 하에서 시모다는 막부의 직할령이 되었다. 에도 시대에 시모다는 해항으로 번영하였고 오사카와 에도를 오가는 연안 선박들이 정박하는 주요 항구였다. 1721년까지 안전을 위해 에도로 가는 모든 선박들은 시모다에 정박해야만 했다.
에도 막부 말기에 시모다항은 1854년 3월 31일에 매슈 페리 제독이 서명한 미일 화친 조약의 조건에 따라 서양에 개항되었다. 시모다는 또한 1854년에 요시다 쇼인이 페리 구로후네에 탑승하려다가 실패한 곳이기도 하다. 일본의 첫 미국 영사관이 시모다의 교쿠센지에 개설되었다. 일본 주재 초대 미국 총영사인 타운센드 해리스는 1858년에 두 나라 간의 협약인 미일 수호 통상 조약을 시모다의 료센지에서 서명하였다.
일본과 러시아 제국 또한 시모다에서 협상을 하였고 1855년의 러일 화친 조약(시모다 조약)이 조라쿠지에서 맺어졌다. 그러나 1859년 6월에 외국과의 교역을 위해 요코하마항이 개항하면서 시모다항은 다시 문을 닫았고 미국 영사관은 교쿠센지에서 에도로 이전되었다. 메이지 유신 이후 시모다는 단명한 기쿠마번의 통치하에 있었다. 1870년에 미코모토시마 등대가 영국인 기술자 리처드 헨리 브런턴에 의해 완성되었다. 이것은 현재 일본에서 가장 오래된 등대이며 일본 정부에 의해 사적으로 지정되어 있다.
1955년에 6개 정촌이 합병해 시모다정이 성립하였다. 1971년 1월에 시로 승격해 시모다시가 되었고 1974년과 1978년에 상당한 규모의 지진 피해를 겪었다.

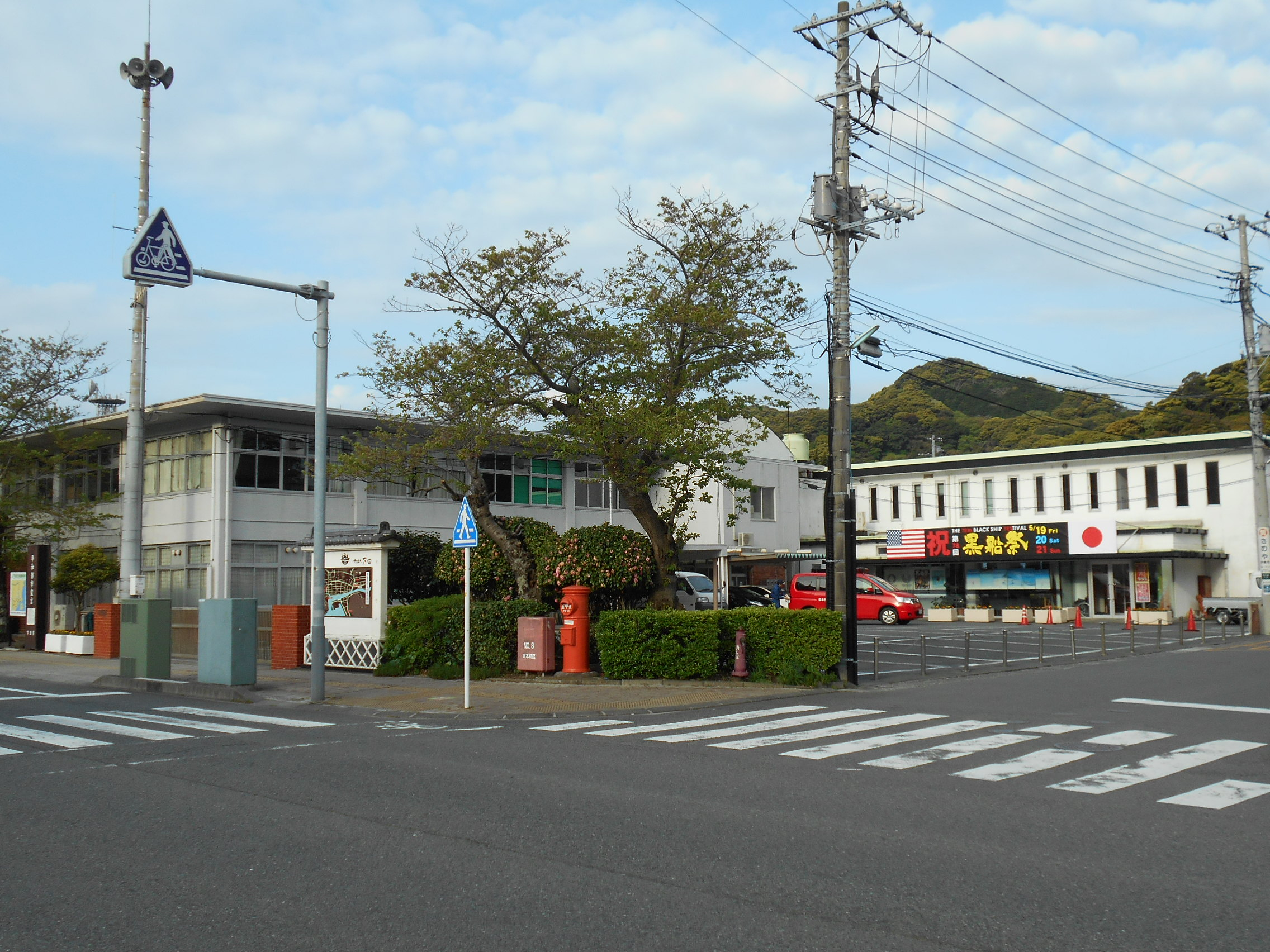
시모다시청

## 교통

### 철도
- 이즈 급행선

### 도로
- 국도 135호선
- 국도 136호선
- 국도 414호선

## 인구
| 연도 | 인구   | ±%     |
| ---- | ------ | ------ |
| 1940 | 24,995 | —      |
| 1950 | 28,284 | +13.2% |
| 1960 | 27,387 | −3.2%  |
| 1970 | 30,310 | +10.7% |
| 1980 | 31,007 | +2.3%  |
| 1990 | 30,081 | −3.0%  |
| 2000 | 27,798 | −7.6%  |
| 2010 | 25,013 | −10.0% |

## 자매결연 도시
- 일본 군마현 누마타시
- 일본 야마구치현 하기시
- 미국 로드아일랜드주 뉴포트